# Abrostola marmorea
Abrostola marmorea là một loài bướm đêm trong họ Noctuidae.